# 쓰바키야 시주소
쓰바키야 시주소(椿屋四重奏)는 일본의 록 밴드이다. 2000년 센다이시에서 결성됐다. 여러 번의 멤버 변경을 거쳐 2002년에 다나카, 나가타, 고데라 3명의 편성이 완성됐다. 2006년

## 음반 목록

### 미니 앨범
1. 椿屋四重奏 (2003년 8월 27일)

### 앨범
1. 深紅なる肖像 (2004년 4월 21일)
2. 薔薇とダイヤモンド (2005년 9월 14일)
3. TOKYO CITY RHAPSODY (2008년 2월 6일)

### 베스트 앨범
1. RED BEST (2008년 3월 19일)